# Merhawi Kudus
Merhawi Kudus Ghebremedhin (* 23. Januar 1994 in Asmara) ist ein eritreischer Radrennfahrer.

## Karriere
Kudus gewann 2012 die erste Etappe der Tour of Rwanda, die er auf dem sechsten Gesamtrang beendete. 2013 gewann er die Bergwertung der La Tropicale Amissa Bongo und wurde Zweiter der Tour of Eritrea, bei der er zudem den Schlussabschnitt gewann. Bei der Vuelta Ciclista a León belegte er ebenfalls den zweiten Platz der Gesamtwertung. Es folgte ein Engagement als Stagiaire beim französischen Professional Continental Team Bretagne-Séché Environnement, für das 17. der Tour de l’Ain wurde. Für das Centre Mondial du Cyclisme nahm Kudus an der Tour de l’Avenir teil, die er auf Platz 11 abschloss. Bei den Straßenweltmeisterschaften 2013 im italienischen Florenz erreichte er im Straßenrennen der Klasse U23 den 15. Platz. Im Dezember 2013 gewann Kudus außerdem die Bronzemedaille im Straßenrennen bei den Afrikameisterschaften.
Zu Beginn der Saison 2014 wechselte Kudus zur südafrikanischen Professional Continental Team MTN Qhubeka. Bei der Tour de Langkawi erreichte Kudus, nach einem zweiten Platz bei der Bergankunft auf den Genting Highlands, den zweiten Platz in der Gesamtwertung. Bei seinem ersten World-Tour-Rennen, Mailand-Sanremo, kam Kiundus als 104. ins Ziel. Im August 2014 gab Kudus sein Grand-Tour-Debüt bei der Vuelta a España 2014 und beendete die Rundfahrt als 92.
Im Februar 2015 gewann Kudus als Teil der eritreischen Mannschaft die Afrikameisterschaft im Mannschaftszeitfahren. Er bestritt im Juli 2015 zum ersten Mal die Tour de France. Als jüngster Fahrer des Rennens belegte er den 84. Gesamtrang. Im Jahr 2015 bestritt Kundus seinen ersten Giro d’Italia. Er beendete die Italienrundfahrt auf dem 37. Gesamtrang
Bei der Tour of Oman 2017, einem Etappenrennen hors categorie wurde er Gesamtvierter und gewann die Nachwuchswertung. Im selben Rennen wurde er 2018 Neunter. Nachdem er im Juni 2018 zum ersten Mal eritreischer Elitemeister im Straßenrennen wurde, beendete er die Vuelta a Burgos, ebenfalls hors categorie, den siebten Gesamtrang.
Kudus wechselte 2019 zum Astana Pro Team und gewann für diese Mannschaft die Gesamtwertung und zwei Etappen der Tour of Rwanda. Weiters wurde er im selben Jahr Gesamtdritter der Türkei-Rundfahrt und sicherte sich in der Saison 2021 den nationalen Titel im Einzelzeitfahren. Bei den Olympischen Spielen von Tokio belegte er den 55. Rang.
Im Jahr 2022 wechselte Kudus zur US-amerikanischen EF Education-EasyPost-Mannschaft und wurde nach 2018 zum zweiten Mal nationaler Meister im Straßenrennen.
Nachdem er acht Jahre lang für UCI WorldTeams gefahren war, wechselte Merhawi Kudus im Alter von 29 Jahren zum malaysischen UCI Continental Team Terengganu Cycling. Bei den Afrikaspielen in Accra gewann er vier Medaillen, wobei er mit seinen Landsmännern Milkias Maekele, Nahom Zeray und Dawit Yemane das Mannschaftszeitfahren gewann. Im Anschluss belegte er bei der Türkei-Rundfahrt, Tour de Kumano und Tour of Japan den zweiten Gesamtrang, ehe er sich mit einem Etappensieg die Gesamtwertung der Tour de Banyuwangi Ijen sicherte.
Nach nur einem Jahr wechselte Kudus zum spanischen UCI ProTeam Burgos-Burpellet-BH. Zu Beginn der Saison 2025 kam er beim Grand Prix Cycliste La Marseillaise zu Sturz und musste eine Woche auf der Intensivstation behandelt werden. Der Eritreer erlitt bei seinem Sturz Rippenbrüche, einen Bruch eines Lendenwirbels, des Kreuzbeins und einen Pneumothorax.

## Erfolge
2012
- eine Etappe Tour du Rwanda

2013
- Bergwertung La Tropicale Amissa Bongo
- eine Etappe Tour of Eritrea
- Afrikameisterschaft – Straßenrennen

2015
- Afrikameister – Mannschaftszeitfahren
- Eritreischer U23-Meister – Einzelzeitfahren

2016
- Eritreischer U23-Meister – Straßenrennen, Einzelzeitfahren

2017
- Nachwuchswertung Tour of Oman

2018
- Eritreischer Meister – Straßenrennen

2019
- Gesamtwertung und zwei Etappen Tour du Rwanda

2021
- Eritreischer Meister – Einzelzeitfahren

2022
- Eritreischer Meister – Straßenrennen

2024
- Afrikaspiele – Mannschaftszeitfahren
- Afrikaspiele – Kriterium
- Afrikaspiele – Straßenrennen, Mixed-Staffel
- Gesamtwertung, Bergwertung und eine Etappe Tour de Banyuwangi Ijen

## Grand Tours-Platzierungen
| Grand Tour            | 2014 | 2015 | 2016 | 2017 | 2018 | 2019 | 2020 | 2021 | 2022 | 2023 |
| --------------------- | ---- | ---- | ---- | ---- | ---- | ---- | ---- | ---- | ---- | ---- |
| Giro d’ItaliaGiro     | –    | –    | 37   | –    | –    | –    | –    | –    | 61   | –    |
| Tour de FranceTour    | –    | 84   | –    | –    | –    | –    | –    | –    | –    | –    |
| Vuelta a EspañaVuelta | 92   | –    | 38   | DNF  | 31   | –    | 58   | –    | 79   | –    |